# 布伦巴泰
布伦巴泰（義大利語：Brembate），是意大利贝加莫省的一个市镇。总面积4平方公里，人口8102人，人口密度2025.5人/平方公里（2009年）。国家统计（ISTAT）代码为016037。